# Minimalisme (mode)
Pour les articles homonymes, voir Minimalisme.
Le minimalisme est une tendance de mode durable mais qui connaît son apogée au cours des années 1990. Celui-ci se caractérise par une suppression de ce que certains créateurs de mode considèrent comme inutile : ornementations, détails ou couleurs. Il tend donc vers une simplification des vêtements afin que ceux-ci remplissent avec discrétion leur fonction première : habiller. Ce retour à l'essentiel devient la valeur ajoutée de l'objet suivant le précepte de Mies van der Rohe, « less is more ». L'usage de textiles sobres mais luxueux par des créateurs renommés fait que cette mode parfois élitiste ne peut être considérée comme une forme de décroissance mais plutôt comme un rejet des tendances ostentatoires des années passées. Si le noir ou le gris dominent le milieu des années 1980 comme symboles de ce minimalisme jusqu'à se répandre dans la rue, ils sont radicalement remplacés dans les collections par le blanc une dizaine d'années plus tard. Cette tendance minimaliste touche mondialement de nombreux stylistes mais reste représentée dans sa quintessence par Jil Sander et Helmut Lang. 

## Histoire
La présence de couleurs bariolées pour l'habillement marque durablement les années 1970, la mode hippie ayant effacé les autres tendances de l'époque. Pourtant la Britannique Jean Muir (en) ou les Américains Calvin Klein et Halston pratiquent déjà une mode sobre, classique et élégante. Les années 1980 s'ouvrent sur une période ostentatoire, prospère, faite de luxe, logo, sexe et frime, le tout largement médiatisé. Les créateurs italiens, Versace en tête, les couleurs fluo du sportswear, le « total look » Chanel du duo Lagerfeld / de La Fressange ou encore le power dressing engendrent une mode aux tendances variées mais le plus souvent voyante et faite pour être vue. À l'opposé, le punk de la fin des années 1970 et plus tard le grunge du milieu de la décennie suivante marquent les bases qu'une « anti-fashion » radicale, totalement réfractaire aux diktats des stylistes. Entre ces extrêmes symboliques va venir se placer sur le devant de la scène une catégorie de créateurs développant l'idée d'une mode minimaliste faisant écho à son équivalence dans les arts apparue plusieurs années auparavant.

### Les précurseurs japonais
Depuis les années 1970, nombre de stylistes japonais exercent à Paris. Si leurs créations font abstraction des conventions occidentales et paraissent simplistes, parfois pauvres, elles sont réalisées avec une rigueur extrême-orientale : le choix de tissus luxueux, une confection soignée, ainsi que de le souhait d'habits adaptés à l'époque marquent le début d'une tendance où le vêtement va à l'essentiel,.
Les deux premiers défilés ternes et austères de Rei Kawakubo à Paris s'imposent dans le paysage flamboyant de l'époque. La styliste de Comme des Garçons reste la première à faire des différentes nuances du noir et du gris un élément central de ses collections ; le noir devient alors le cœur du mouvement minimaliste initié par ces créateurs japonais,. Si ce noir est depuis longtemps absent des vêtements, il revient dans l'habillement dès le début des années 1980, son allégorie au deuil ayant disparu. Rapidement, ce noir est partout, il envahit la rue, transcende les générations, les couches sociales, les courants de mode, pour devenir « l'uniforme du chic » ainsi qu'un basique de toute garde-robe. Même l'inébranlable paire de jeans bleue se teinte de noir, couleur qui, employée pour tous les vêtements, masque les défauts, uniformise la ligne et convient donc à une majorité. Finalement, l'indispensable noir rend sexy. En opposition au minimalisme, dans cette période où la marque se porte comme un ornement, le noir engendre le succès d’accessoires logotés qui contrastent avec le classicisme de cette couleur.
Mais au milieu des années 1980, ce minimalisme naissant reste anecdotique face à la déferlante souvent exubérante des jeunes créateurs symbolisée par Thierry Mugler qui triomphe dans des shows démesurés ou Jean Paul Gaultier avec sa mode révolutionnaire. Les événements de la fin de la décennie comme l'accident de Tchernobyl, le krach de 1987 ou la guerre du Golfe plus tard vont remettre en cause les tendances excessives de la mode et changer les comportements : en cette période de crise économique et de récession, un retour aux bases et à « l'authenticité » du vêtement — de son usage, des matières, de son histoire ou origine — se voit opposée au culte du corps et du paraitre ; la valeur ajoutée apparait alors dans sa seule fonction. La surconsommation, qui aboutira à l'extrême au mouvement du « No logo », n'est plus de mise : « le glas a sonné pour les tenues trop recherchées et ostentatoires » souligne Geoffrey Beene alors appuyé par Calvin Klein qui prédit qu'« un changement majeur va se produire dans les années 1990 et ce n'est que le début […] À présent on commence à se fixer de nouvelles priorités. L'apparence compte moins ». La surenchère de luxe va subitement être contrebalancée par la présence de mannequins anorexiques sur les podiums ou la reconnaissance médiatique d'une nouvelle génération de stylistes, héritage de la vague japonaise passée.

### Les années 1990
Accompagnés de Martin Margiela, les Six d'Anvers arrivent à Paris. Si les différentes créations des sept membres sont hétéroclites, celles-ci ont en commun leurs couleurs ternes. Ann Demeulemeester, Dirk Bikkembergs et Margiela se retrouvent plus particulièrement dans une mode dépouillée et paupériste. Venant d'Europe centrale, Jil Sander et Helmut Lang deviennent les fers de lance internationaux du minimalisme et prennent parfois le surnom de « modernistes ». Leurs entreprises sont achetées par Miuccia Prada qui prône perpétuellement sobriété et raffinement pour sa marque. Mais tous ne sont qu'une infime part d'une tendance mondiale plus générale tendant vers une simplification des formes allant des États-Unis, où le prêt-à-porter américain propose de l'habillement dont les composantes regroupent « le pragmatisme, la netteté, le propre, le beige, l'irréprochable », jusqu'à l'Italie qui perpétue sa tradition des coupes classiques. « C'est ici que commence la modernité, dans un processus d'élimination : coutures minimales, poids minimal, entretien minimal, détails minimaux. Je pense que l'avenir est au minimalisme » affirme Grace Mirabella. Le politiquement correct de ces années là oriente la mode vers une tendance luxueuse mais discrète, classique, minimaliste sans être triste malgré l'usage majeur de la monochromie à base de variantes de gris, noir, beige, ou blanc plus tard. Vers le milieu des années 1990, ce blanc va prendre la place prépondérante du noir, ce dernier devenant un symbole désuet de la décennie précédente : Marc Jacobs pour sa première collection chez Vuitton décline le célèbre monogramme « LV » en blanc sur blanc ; Gucci, pourtant habitué au pourpre qu'affectionne tant Tom Ford, affiche des créations immaculées aux lignes épurées.
La douceur, de lignes ou de matières, ainsi que le confort, sont primordiaux et la robe-combinaison, la jupe longue ou le cardigan redeviennent des basiques. Mais cette austérité apparente reste réfléchie, créative et inspire durant toute cette période un très grand nombre de stylistes,.
À l'aube de l'an 2000, les basiques minimalistes et aseptisés des années précédentes perdent leur place prépondérante ; le glamour, les couleurs et l’exubérance marquent un retour dans la mode : plusieurs créateurs, dont les Britanniques Alexander McQueen et John Galliano, vont durablement renouveler les tendances et marquer le nouveau millénaire. Les années suivantes, il reste des stylistes se réclamant de ses inspirations minimalistes comme Phoebe Philo lorsqu'elle travaille pour Céline. Malgré tout, les fluctuations de la mode font que, perpétuellement, cette tendance revient sur le devant certaines saisons, dans une exigence de sobriété. Avec une « esthétique simplissime », les « silhouettes épurées, souvent monochrome » restent présentes sur les podiums, parfois en réponse aux crises financières qui surviennent après les années 2000.
Au contraire d'une forme de création ou de rejet décennie après décennie, l'historien de la mode Xavier Chaumette voit dans « cette vague du blanc et de l'épure une standardisation du goût et des cultures. Le minimalisme, c'est la peur de la faute de goût à l'échelle mondiale. Un monde lisse et neutre est plus facile à vivre, plus facile à vendre. »